# دي أف أس 230
كان دي أف أس 230 طائرة شراعية نقل ألمانية تديرها لوفتفافه في الحرب العالمية الثانية. تم تطويره في عام 1933 بواسطة دي أف أس (DFS - "معهد الأبحاث الألماني لرحلة الطائرة الشراعية") مع هانز جاكوبس كمصمم رئيسي. كانت الطائرة الشراعية هي الإلهام الألماني لطائرة شراعية Hotspur البريطانية وكانت مخصصة لعمليات الهجوم المحمولة جواً. 
بالإضافة إلى الطيار، كان لدى الطائرة الشراعية دي أف أس-230 مساحة لتسعة رجال يجلسون بالقرب من بعضهم البعض على مقعد ضيق يقع في منتصف جسم الطائرة (نصف منفذ مواجه، ونصف يواجه ميمنة). كان الدخول والخروج إلى الداخل الضيق بباب جانبي واحد. يمكن للراكب الأمامي تشغيل سلاحه الوحيد، مدفع رشاش. كانت طائرة شراعية هجومية، مصممة للهبوط مباشرة فوق هدفها، لذلك تم تجهيزها بفرامل المظلة. هذا سمح للطائرة الشراعية أن تقترب من هدفها في الغوص بزاوية ثمانين درجة وتهبط على مسافة 60 قدم (20 م) من هدفها. يمكن أن تحمل ما يصل إلى 1,200 كـغ (2,600 رطل) من البضائع. 